# Bahr (klan)
Bahr är en klan i Liberia. Den ligger i  Doedain District i River Cess County, i den centrala delen av landet, 180 km öster om huvudstaden Monrovia.